# Bajrak (rejon krzemieńczucki)
Bajrak (ukr. Байрак) – wieś na Ukrainie, w obwodzie połtawskim, w rejonie krzemieńczuckim. W 2001 liczyła 230 mieszkańców, spośród których 229 wskazało jako ojczysty język ukraiński, a 1 rosyjski.